# Notaulacella tripunctata
Notaulacella tripunctata är en tvåvingeart som beskrevs av Curtis Williams Sabrosky 1994. Notaulacella tripunctata ingår i släktet Notaulacella och familjen fritflugor.
Artens utbredningsområde är Panama. Inga underarter finns listade i Catalogue of Life.